# Kanton Lille-6
Der Kanton Lille-6 ist ein französischer Wahlkreis im Département Nord und im Arrondissement Lille. Er entstand 2015 durch ein Dekret vom 27. Februar 2014.

## Gemeinden
Der Kanton besteht aus zehn Gemeinden und Gemeindeteilen mit insgesamt 79.379 Einwohnern (Stand: 1. Januar 2022) auf einer Gesamtfläche von 54,50 km²:
| Gemeinde                 | Einwohner 1. Januar 2022 | Fläche km² | Dichte Einw./km² | Code INSEE | Postleitzahl                      |
| ------------------------ | ------------------------ | ---------- | ---------------- | ---------- | --------------------------------- |
| Beaucamps-Ligny          | 845                      | 5,04       | 168              | 59056      | 59134                             |
| Englos                   | 616                      | 1,35       | 456              | 59195      | 59320                             |
| Ennetières-en-Weppes     | 1.288                    | 10,44      | 123              | 59196      | 59320                             |
| Erquinghem-le-Sec        | 624                      | 1,75       | 357              | 59201      | 59320                             |
| Escobecques              | 303                      | 1,85       | 164              | 59208      | 59320                             |
| Hallennes-lez-Haubourdin | 4.739                    | 4,35       | 1.089            | 59278      | 59320                             |
| Lille                    | 37.638                   | 11,27      | 3.340            | 59350      | 59000, 59160, 59260, 59777, 59800 |
| Loos                     | 22.948                   | 6,95       | 3.302            | 59360      | 59120                             |
| Santes                   | 5.656                    | 7,57       | 747              | 59553      | 59211                             |
| Sequedin                 | 4.722                    | 3,93       | 1.202            | 59566      | 59320                             |
| Kanton Lille-6           | 79.379                   | 54,50      | 1.456            | 5928       | –                                 |

1. ↑   Nur der westliche Teil der Gemeinde, der Rest verteilt sich auf die Kantone Lille-1, Lille-2, Lille-3, Lille-4 und Lille-5.